# Ubisoft Paris
Ubisoft Paris è uno studio francese di proprietà Ubisoft fondato nel 1992 e situato nella città di Montreuil, nell'Île-de-France.

## Videogiochi
| Titolo                                         | Anno | Piattaforma                                                                                    |
| ---------------------------------------------- | ---- | ---------------------------------------------------------------------------------------------- |
| Monaco Grand Prix Racing Simulation 2          | 1999 | PlayStation, Nintendo 64, Dreamcast                                                            |
| Disney's Dinosaur                              | 2000 | Game Boy Color, PlayStation, Dreamcast, PlayStation 2, Windows                                 |
| RS3: Racing Simulation 3                       | 2002 | GameCube, PlayStation 2, Windows                                                               |
| Rayman 3: Hoodlum Havoc                        | 2003 | GameCube, Game Boy Advance, PlayStation 2, Xbox, Windows, N-Gage, Digiblast                    |
| Gold Games 7                                   | 2003 | Windows                                                                                        |
| XIII                                           | 2003 | GameCube, macOS, PlayStation 2, Windows, Xbox                                                  |
| Tom Clancy's Ghost Recon: Jungle Storm         | 2004 | PlayStation 2, N-Gage, Telefono cellulare                                                      |
| Tom Clancy's Ghost Recon 2                     | 2004 | Xbox, PlayStation 2, GameCube                                                                  |
| 187 Ride or Die                                | 2005 | PlayStation 2, Xbox                                                                            |
| Gold Games 8                                   | 2005 | Windows                                                                                        |
| Peter Jackson's King Kong                      | 2005 | GameCube, PlayStation 2, PSP, Xbox, Xbox 360                                                   |
| Red Steel                                      | 2006 | Wii                                                                                            |
| Tom Clancy's Ghost Recon Advanced Warfighter   | 2006 | PlayStation 2, Windows, Xbox 360                                                               |
| Rayman Raving Rabbids 2                        | 2007 | Wii                                                                                            |
| Tom Clancy's Ghost Recon Advanced Warfighter 2 | 2007 | PlayStation 3, Windows, Xbox 360                                                               |
| Rayman Raving Rabbids TV Party                 | 2008 | Wii                                                                                            |
| Dance Juniors                                  | 2009 | Wii                                                                                            |
| Just Dance                                     | 2009 | Wii                                                                                            |
| Tom Clancy's EndWar                            | 2009 | PlayStation 3, Xbox 360                                                                        |
| Just Dance 2                                   | 2010 | Wii                                                                                            |
| Michael Jackson: The Experience                | 2010 | Wii                                                                                            |
| Red Steel 2                                    | 2010 | Wii                                                                                            |
| Raving Rabbids Travel in Time                  | 2010 | Wii                                                                                            |
| ABBA: You Can Dance                            | 2011 | Wii                                                                                            |
| Just Dance 3                                   | 2011 | PlayStation 3, Wii, Xbox 360                                                                   |
| Just Dance Summer Party                        | 2011 | Wii                                                                                            |
| Just Dance Wii                                 | 2011 | Wii                                                                                            |
| Just Dance 4                                   | 2012 | PlayStation 3, Wii, Xbox 360, Wii U                                                            |
| Just Dance Best Of                             | 2012 | Wii                                                                                            |
| Rabbids Land                                   | 2012 | Wii U                                                                                          |
| Tom Clancy's Ghost Recon: Future Soldier       | 2012 | PlayStation 3, Windows, Xbox 360                                                               |
| Assassin's Creed Pirates                       | 2013 | Android, iOS                                                                                   |
| Just Dance 2014                                | 2013 | Wii, PlayStation 3, Xbox 360, Wii U, Xbox One, PlayStation 4                                   |
| Just Dance 2015                                | 2014 | Wii, PlayStation 3, Xbox 360, Wii U, Xbox One, PlayStation 4                                   |
| Just Dance Now                                 | 2014 | Android, iOS                                                                                   |
| Watch Dogs : Bad Blood                         | 2014 | PlayStation 3, PlayStation 4, Xbox 360, Xbox One, Windows                                      |
| Just Dance 2016                                | 2015 | PlayStation 3, PlayStation 4, Xbox 360, Xbox One, Wii, Wii U                                   |
| Just Dance 2017                                | 2016 | Nintendo Switch, PlayStation 3, PlayStation 4, Xbox 360, Xbox One, Wii, Wii U, Nintendo Switch |
| Watch Dogs 2                                   | 2016 | Windows, PlayStation 4, Xbox One                                                               |
| Tom Clancy's Ghost Recon Wildlands             | 2017 | Windows, PlayStation 4, Xbox One                                                               |
| Mario + Rabbids Kingdom Battle                 | 2017 | Nintendo Switch                                                                                |